# Minamoto no Yoshitsune
Minamoto no Yoshitsune (源 義経?   1159-15 de junio de 1189)  fue un general del clan Minamoto de Japón que vivió en los últimos años del período Heian y a comienzos del período Kamakura. Es uno de los samuráis más destacados de la historia japonesa, conocido por ser uno de los miembros claves del clan Minamoto que le permitió a este recuperarse de los fracasos militares que había sufrido en los tres años anteriores y derrotar y aniquilar en tan solo un año al clan Taira, hasta entonces dominante, durante las Guerras Genpei en 1185.
Con esta victoria, los Minamoto consolidaron su poder como clan dominante en Japón. Un hermano mayor de Yoshitsune, Minamoto no Yoritomo, fundó ese mismo año el shogunato Kamakura, el primero del país, que marcó la transición del poder de las clases cortesanas a las guerreras y se convirtió en un poder alterno que rivalizó al del emperador de Japón, que quedó relegado como dirigente ceremonial y religioso durante los setecientos años siguientes.
Sin embargo, su propio hermano Yoritomo fue quien persiguió a Yoshitsune durante los siguientes cuatro años y terminó con su vida de manera trágica a la edad de 30 años. La historia de Yoshitsune está muy enmarcada entre hechos históricos y algunos más asociados con el folklore japonés, su vida ha sido reseñada desde obras clásicas y tradicionales de la época como el Heike Monogatari hasta videojuegos, películas y series de manga y anime más recientes.

## Comienzo
Yoshitsune pertenecía al clan Minamoto, específicamente a la rama Seiwa Genji, una de las más poderosas y exitosas de samuráis de la historia japonesa, cuyo fundador, Minamoto no Tsunemoto, era nieto del emperador Seiwa (850-880); de esta rama Yoshitsune provenía de la línea Kawachi Genji, una de las tres líneas derivadas del Seiwa Genji y cuyo fundador fue Minamoto no Yorinobu, nieto de Tsunemoto y tatarabuelo en segundo grado de Yoshitsune. Yoshitsune fue el noveno hijo de Minamoto no Yoshitomo, quien era jefe del clan al momento de nacer Yoshitsune; y su madre fue Tokiwa Gozen, concubina de Yoshitomo.
Nació poco antes de la Rebelión Heiji de 1159, en la que los clanes Minamoto y Taira, enconados rivales ya que tenían el mismo origen imperial, buscaron obtener influencias en la Corte Imperial en Kioto, respaldando los Minamoto al enclaustrado emperador Go-Shirakawa y los Taira al emperador Nijō; la rebelión, sin embargo, fue sofocada rápidamente por los Taira. Con esta victoria, este clan, liderado por Taira no Kiyomori, aseguró su influencia creciente en el entorno político de Japón, y sentó lo que serían las bases del establecimiento del poder de la clase guerrera samurái dentro del país.
Con esta supremacía, el clan Taira asesinó a Yoshitomo y a los dos hermanos mayores de Yoshitsune, Minamoto no Yoshihira (con 20 años de edad) y Minamoto no Tomonaga (con 16 años de edad). Siendo bebé, a Yoshitsune se le perdonó la vida y se le envió al Templo Kurama, establecido en el monte Kurama, cerca de Kioto, y le fue dado el nombre de Ushiwakamaru, mientras que su hermano Yoritomo (tercer hijo de Yoshitomo) fue exiliado a la provincia de Izu y Minamoto no Noriyori, otro hermano de Yoshitsune, también fue separado y exiliado, mientras que a su madre Tokiwa Gozen le fue perdonada su vida, a cambio de olvidar a sus hijos y convertirse en concubina de Kiyomori. Poco después Yoshitsune, por órdenes de Kiyomori, fue enviado a la localidad de Hiraizumi y puesto bajo la protección de Fujiwara no Hidehira, caudillo del poderoso clan Fujiwara del norte, que controlaba la provincia de Mutsu, al norte de la isla de Honshu.
Muy poco se sabe acerca de la niñez y juventud de Yoshitsune, algunos historiadores de la época rellenaron este período de su vida con una serie de aventuras fantásticas; una de las más famosas es aquella en la que Yoshitsune se escapó de joven por un tiempo y fue entrenado en el manejo de la espada japonesa y en tácticas de combate por Sōjōbō, el mítico rey de los tengu, una especie de deidad menor dentro de la mitología japonesa que habitaba en las montañas. Al parecer, habría recibido durante este tiempo el nombre de Shanao.

## Confrontación con los Taira

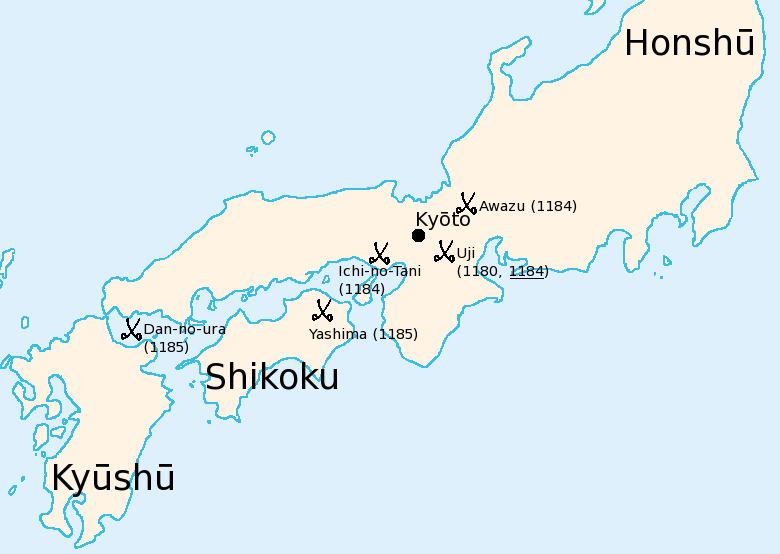
Batallas protagonizadas por Yoshitsune en las Guerras Gempei, entre 1184 y 1185.

### Antecedentes
Los reinados del emperador Nijō (1158-1165), del emperador Rokujō (1165-1168) y del emperador Takakura (1168-1180) no fueron muy destacados ya que los tres emperadores gobernaron siendo niños y abdicaron forzados por el clan Taira; el poder real estaba dividido entre el enclaustrado emperador Go-Shirakawa y Taira no Kiyomori, ahora convertido en Dajō Daijin (canciller del Reino, con un poder equivalente al actual primer ministro) desde 1167; fue el primer y único samurái en obtener este título desde su creación en 702. El clan Taira estaba lentamente asentando a sus miembros dentro de la Corte Imperial de Kioto, por lo que poco a poco esta casta guerrera comenzó a adoptar cualidades propias de la clase cortesana.
En 1180 tras la abdicación forzada del emperador Takakura, ascendió al trono el emperador Antoku con un año de edad, quien por parte de su madre pertenecía al clan Taira, y era nieto de Kiyomori. El príncipe Mochihito, hijo del enclaustrado emperador Go-Shirakawa, reclamó el título imperial y realizó un llamado nacional para conformar un ejército que luchase contra el clan Taira, fuerza en la que se integró el clan Minamoto. Poco después comenzaron las Guerras Genpei —el 6 de mayo de ese mismo año—. Sin embargo, el príncipe Mochihito murió en la Primera Batalla de Uji el 23 de junio de ese año, lo que convirtió el enfrentamiento a partir de ese instante en una lucha encarnizada entre los dos clanes por el poder en el país.
La situación del clan Minamoto estuvo al principio en juego debido a que no logró ganar choque alguno durante la guerra hasta la batalla de Kurikara, el 2 de junio de 1183, tres años después de comenzado el conflicto, victoria que le otorgó una ventaja considerable sobre el clan Taira. También la muerte de Taira no Kiyomori en 1181 provocó una acefalia en el liderazgo de los Taira que favoreció a los Minamoto, ya que el poder se repartió entonces entre sus hijos, aunque posteriormente Taira no Munemori se convirtió en el nuevo jefe del clan.

### Las batallas de Yoshitsune

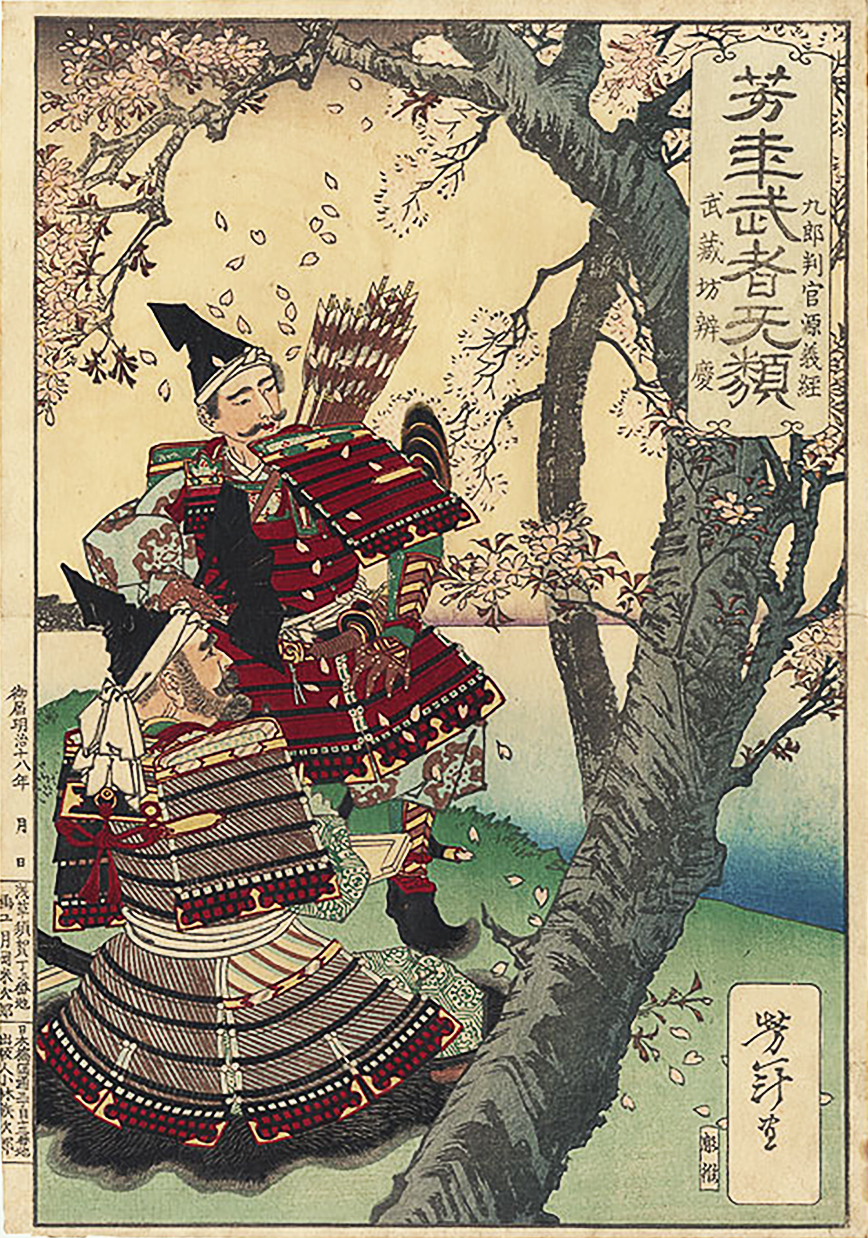
"Yoshitsune y Benkei viendo el florecimiento de los cerezos", por Yoshitoshi Tsukioka, 1885.

Yoshitsune, teniendo ya veinte años, se enteró de que su hermano perdido Yoritomo, ahora convertido en líder del clan, estaba luchando en dichas batallas. Inmediatamente Yoshitsune dejó el clan Fujiwara del norte en 1180 y se unió a Yoritomo en la región de Kanto, al oeste de Honshu junto con su otro hermano separado Noriyori. A pesar de que no se sabe con certeza qué papel tuvo Yoshitsune en este conflicto durante 1180 y 1183, debió de tener una participación destacada como comandante del ejército en los tres últimos choques entre los clanes Taira y Minamoto entre 1184 y 1185.
Durante las Guerras Genpei, Yoshitsune conoció a Saitō Musashibō Benkei, un hábil y fuerte sōhei (monje budista guerrero) de Kioto y cuyo nombre es un tópico importante dentro del folklore japonés. Cuenta la tradición que Benkei desafiaba a duelo a los que portaban espada, tomaba las de los que vencía, y llegó a coleccionar 999 espadas. En su milésimo duelo, Yoshitsune venció a Benkei; entonces este se convirtió en vasallo y buen amigo de Yoshitsune y peleó a su lado durante el resto de su vida.

#### Batallas contra Minamoto no Yoshinaka
A mediados de 1183, surgió una facción dentro del clan Minamoto que rivalizaba el poder de Yoritomo y Yoshitsune y que estaba encabezada por su primo, Minamoto no Yoshinaka, quien entró a la capital imperial de Kioto a finales de 1183, donde intentó secuestrar al emperador Antoku y hacerse con los Tres Tesoros Sagrados de Japón durante el Sitio de Hōjūjidono, a comienzos de 1184. Expulsó a los miembros del clan Taira, que se trasladaron junto con el emperador Antoku y los Tesoros Sagrados a la localidad de Yashima, en la isla de Shikoku. Tras este acontecimiento, asumió el trono el emperador Go-Toba, de tan solo tres años y nieto del enclaustrado emperador Go-Shirakawa; al mismo tiempo, Yoshinaka recibió el título de shōgun del enclaustrado emperador.
Evidentemente Yoritomo no deseaba que su primo se apoderara del poder del país, por ende este envió a Yoshitsune a Kioto para controlar lo que Yoritomo consideraba como una rebelión. Así, el 19 de febrero del mismo año, tuvo lugar la Segunda Batalla de Uji en las afueras de Kioto en la que Yoshitsune, junto con Noriyori y Kajiwara Kagetoki, un aliado a los Minamoto, se enfrentó contra el ejército de Yoshinaka. Yoshitsune dividió su ejército en dos sectores, uno comandado por él mismo y otro por Noriyori; se batieron con las fuerzas de Yoshinaka y las derrotaron rápidamente. Cuando Yoshinaka se enteró de que su ejército había sido vencido, huyó rápidamente de Kioto con los pocos hombres que le quedaban. Esta fue la primera victoria táctica de Yoshitsune en una batalla y logró frustrar las aspiraciones del nuevo shōgun.
Dos días después, las fuerzas de Yoshitsune se enfrentaron en la batalla de Awazu, en la provincia de Omi, a los hombres de Yoshinaka que habían escapado. Contando con ventaja numérica, Yoshitsune destruyó al ejército de Yoshinaka, el cual luchó hasta la muerte, incluido el propio Yoshinaka, quien realizó el seppuku.
Entonces Yoritomo obtuvo el respaldo del enclaustrado emperador Go-Shirakawa, y se consumó la reunificación de ambas facciones del clan, que se centró en el objetivo de derrotar a los Taira.

#### Batalla de Ichi-no-Tani
Yoshitsune, Noriyori y Benkei se enfrentaron con el clan Taira; se les encargó combatir en las provincias occidentales. El 13 de marzo de 1184 llegaron a las cercanías del Mar Interior de Seto y donde protagonizaron la Batalla de Ichi-no-Tani, una importante fortaleza costera dominada por los Taira en la provincia de Harima, al oeste de la actual Kōbe; este lugar había sido el refugio del clan Taira cuando Yoshinaka los expulsó de Kioto el año anterior. La fortaleza de Ichi-no-Tani estaba reforzada con dos pequeños fuertes, Mikusuyama, al norte, e Ikuta no Mori, al oeste, y la parte trasera de la fortaleza estaba protegida por una elevación; para poder atacar Ichi-no-Tani, primero debían atacarse los fuertes que la rodeaban.
Yoshitsune dividió inicialmente su ejército en dos grupos: uno dirigido por él mismo, que contaba con diez mil hombres y que avanzaría por el oeste; y otro de cincuenta mil bajo el mando de Noriyori, que avanzaría por el este. En la noche del 18 de marzo, se acercó el flanco occidental al fuerte de Mikusuyama, logró destruirlo, e infligió alrededor de quinientos muertos al clan Taira. Los tres nietos de Taira no Kiyomori que defendían el fuerte huyeron a la isla de Shikoku, al sur del Mar Interior de Seto.
Tras esta acción Yoshitsune dividió nuevamente su ejército en dos partes: una de siete mil hombres al mando de Doi Sanehira y que iría por el oeste de Ichi-no-Tani y otra encabezada por Yoshitsune con tres mil hombres que escalaría los montes escarpados que protegían la parte trasera de la fortaleza. Las fuerzas de Noriyori y las de Sanehira atacaron de inmediato, tanto el fuerte de Ikuta no Mori como la parte baja de la fortaleza. Así, el grupo de Yoshitsune comenzó a bajar de la escarpada parte trasera de la fortaleza, teniendo a Benkei como guía; los Taira, concentrados en la pelea en los dos frentes, no pudieron hacer nada cuando los vieron entrar directamente en la fortaleza.
Esta batalla fue la más importante de la guerra, sobre todo por los combates individuales que se libraron y por la presencia de los hombres más fuertes del clan Taira. Muchos de los pasajes de este combate están dramatizados en la obra Heike Monogatari, así como en obras de teatro nō y kabuki. Al final, el clan Taira fue derrotado y muchos de sus miembros huyeron en barcas a Yashima, hacia el sur. Taira no Tadanori, uno de los comandantes de la fortaleza, fue asesinado y Taira no Shigehira, otro de ellos, fue hecho prisionero y posteriormente ejecutado al no cometer seppuku.

#### Regreso a Kioto
Después de Ichi-no-Tani, Yoshitsune y Noriyori pensaron en perseguir a los Taira en Yashima, la base principal del clan en la isla de Shikoku, pero Yoritomo ordenó a sus hermanos que no continuaran con la ofensiva y que regresaran a Kioto con las cabezas de sus oponentes como trofeos de batalla. Así, Yoshitsune permaneció seis meses en Kioto, de finales de 1184 a comienzos de 1185. Noriyori fue enviado en octubre de 1184 a la isla occidental de Kyushu para encabezar varias batallas contra los Taira en esa región.
Durante este período, Yoshitsune se convirtió en delegado principal de Yoritomo y asumió el papel de mantener el orden en los territorios controlados por el clan Minamoto, emitiendo edictos para el cese de las hostilidades en dichas regiones. También era encargado de aprobar o vetar cualquier proyecto o impuesto establecido sin el consentimiento del clan.
Sin embargo, durante esta etapa se comenzó a deteriorar la relación con su hermano Yoritomo. Una de las razones fue la negativa de este a conceder a Yoshitsune los títulos nobiliarios que le había otorgado a Noriyori por los servicios prestados; la razón de fondo era el intento de mantener a Yoshitsune fuera de la corte.

#### Batalla de Yashima
Con los planes de Noriyori para la invasión de Kyushu preparados, fue enviado nuevamente a la guerra. El 22 de marzo de 1185 Yoshitsune comandaba unos cientos de hombres para realizar un asalto a la ciudad de Yashima (actual Takamatsu), en la isla de Shikoku. Yashima era el nuevo centro del clan Taira (que estaba sufriendo considerables derrotas en la guerra) y poseía en ella una fortaleza y un palacio para el emperador Antoku y los Tres Tesoros Sagrados de Japón, que tenía retenidos.
Yoshitsune dispuso una flota de naves en la ciudad de Watanabe, en la provincia de Settsu.
En esta batalla, Kajiwara Kagetoki, un samurái aliado discutió intensamente con Yoshitsune acerca de cuál debía ser la estrategia del combate y provocó un incidente que desacreditó a Yoshitsune en el futuro. En la noche del día 22, este decidió que era el mejor momento para embarcarse, a pesar de que en ese momento el clima estaba pésimo. Aun así ordenó a sus hombres embarcar. No obstante, sus subordinados se negaron a obedecerlo. Yoshitsune amenazó de muerte a cualquiera de que lo desobedeciera, y así algunos decidieron acompañarlo en esa noche.
Yoshitsune llegó a la isla de Shikoku al amanecer y se apostó a cinco kilómetros de Yashima; allí se enteró por un jefe samurái local de que las fuerzas en Yashima estaban reducidas, en parte porque una fuerza expedicionaria Taira había marchado a la provincia de Iyo. En esa época Yashima estaba separada del resto de la isla por un estrecho canal que podía cruzarse a caballo durante la marea baja. El castillo de los Taira estaba situado en la playa mirando a la isla, y las naves estaban en una zona poco profunda frente al castillo.
Nuevamente, Yoshitsune aplicó una estratagema: encendió hogueras cerca de la fortaleza, en el mar, para pensar a los Taira que se libraba una batalla naval con una fuerza superior de parte de los Minamoto. Los Taira abandonaron la fortaleza y se llevaron al emperador y los Tesoros, sin darse cuenta de que el grueso de las fuerzas de Yoshitsune estaban en tierra. En ese momento comenzó la batalla en el canal y Taira no Munemori se dio cuenta de que las fuerzas de Yoshitsune en el mar eran menores a las que creían en un principio. El fuerte en Yashima estaba ardiendo en llamas.
Entonces los Taira, con el propósito de menospreciar al enemigo y hacerle desperdiciar sus flechas, levantaron un abanico en la cima de una de sus naves y retaron a los Minamoto a probar su puntería sobre el abanico. Yoshitsune eligió a Nasu no Yoichi, un joven y pequeño arquero, el cual, sobre su caballo y en medio del canal, logró acertar al abanico (si fallaba debía cometer seppuku).
En la mañana siguiente, los Taira seguían navegando cerca de la ciudad de Shido, mientras que Yoshitsune los perseguían desde la costa. Según el Heike Monogatari, los Taira sobreestimaron la cantidad de tropas que tenían los Minamoto y prefirieron huir de la isla de Shikoku.
Debido a esta confusión, los Minamoto obtuvieron la segunda victoria gracias a Yoshitsune; sin embargo, el emperador Antoku y los Tres Tesoros, junto la mayoría de los miembros del clan Taira, huyeron de nuevo, a Dan-no-Ura, en el estrecho de Shimonoseki, entre Kyushu y Honshu.

#### Batalla de Dan-no-Ura

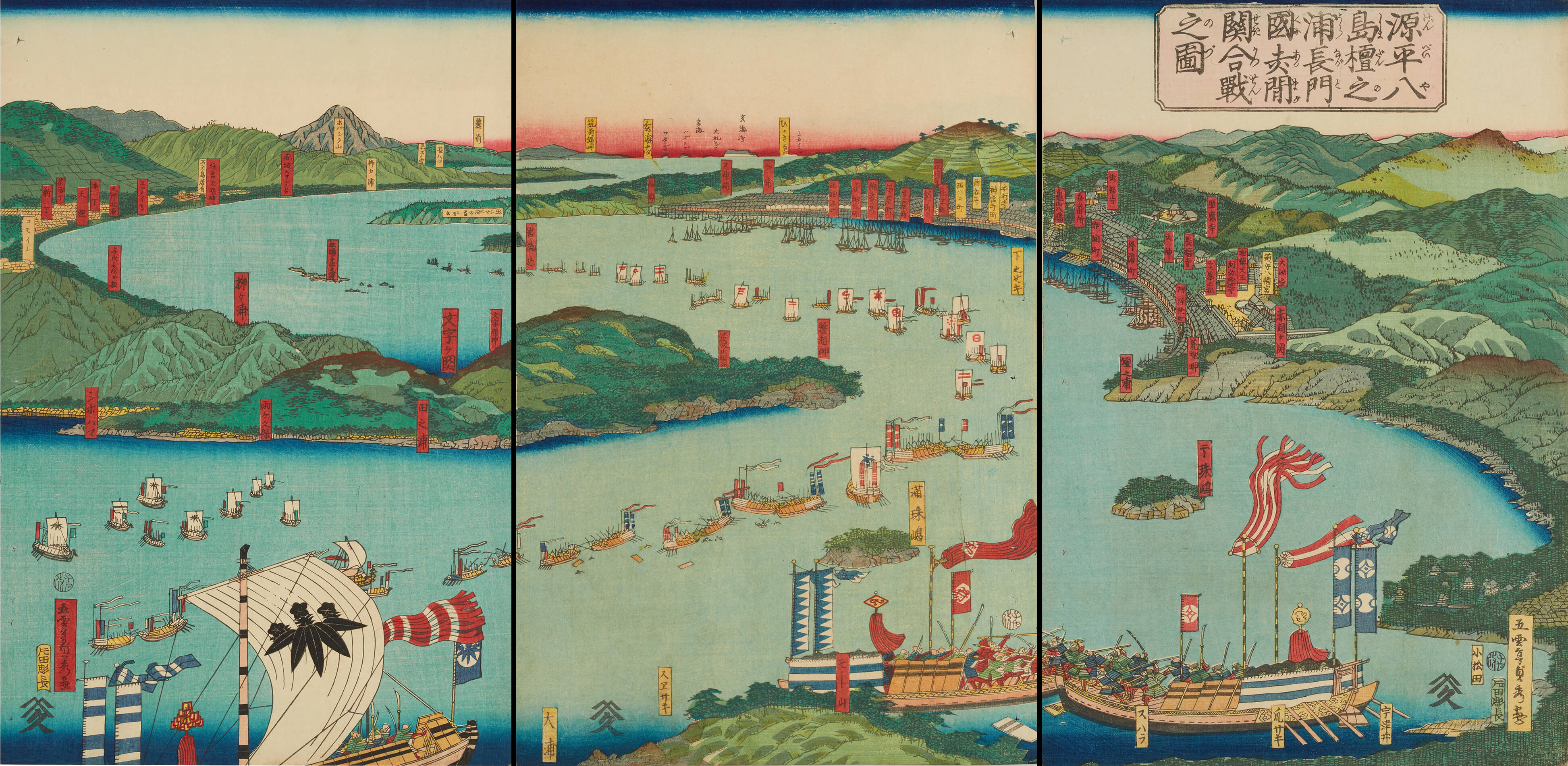
Batalla de Dan-no-Ura.

Las tropas del clan Taira se reagruparon en la provincia de Nagato (actual prefectura de Yamaguchi), en el extremo oeste de Honshu; mientras, Yoshitsune cruzó Shikoku hacia la provincia de Suō, más al este. Con las noticias de las victorias de Yoshitsune comenzaron a llegar a la región algunos guerreros, que constituyeron un refuerzo de tropas y naves.
El 25 de abril de 1185, las fuerzas de Yoshitsune se enfrentaron con los Taira en una batalla naval frente a localidad de Dan-no-Ura. Yoshitsune tenía en su poder ochocientas cincuenta naves. Aunque los Taira poseían solamente quinientas, eran conscientes de que debían luchar hasta la muerte, pues no tenían escapatoria. La batalla comenzó alrededor de las ocho de la mañana; las mareas, las tácticas navales y el conocimiento de la zona de batalla eran inicialmente ventajosas para el clan Taira.
Los Taira se habían dividido en tres escuadras, mientras que los Minamoto estaban apostados en un solo grupo, con los arqueros listos. Al comienzo de la batalla, hubo un ataque de flechas, pero los Taira aprovecharon la marea para rodear a los Minamoto y se sucedieron varios ataques con espadas y dagas; con el paso de las horas, la marea cambió y fue aprovechada por los Minamoto.
Para desgracia de los Taira, uno de los generales de su mando, Taguchi Shigeyoshi, se acercó a Yoshitsune y le reveló el barco en donde se encontraba el emperador Antoku. Entonces Yoshitsune centró el ataque en dicha nave; muchos combatientes del clan Taira se suicidaron antes de ser derrotados por los Minamoto. En esta acción suicida se encontraban la viuda de Taira no Kiyomori y su nieto, el emperador Antoku, que con apenas seis años tuvo una muerte abrupta, lanzándose al océano.
Con esta batalla, el clan Taira fue destruido casi en su totalidad; el Minamoto ya tenía asegurada la victoria en las Guerras Genpei y, de paso, el control absoluto de Japón. Los pocos sobrevivientes del clan Taira, entre estos Taira no Munemori, fueron apresados y enviados a Kioto, donde fueron ejecutados a finales de 1185.

## Últimos años
Después de las Guerras Genpei, Yoshitsune se alió con el enclaustrado emperador Go-Shirakawa para rebelarse contra su hermano Yoritomo. Abandonando la protección de Fujiwara no Hidehira por segunda vez, fue traicionado y asesinado en 1189 por Fujiwara no Yasuhira, hijo de Hidehira.
En el templo shinto Shirahata Jinja en Fujisawa se honra la memoria de Yoshitsune.

### En español
- Heike monogatari. Introducción, traducción al español y notas de Carlos Rubio López de la Llave y Rumi Tami Moratalla. Versión directa del original. Editorial Gredos: Madrid, 2005 [3.ª edición]. ISBN 84-249-2787-7

### En inglés
- Stephen Turnbull, The Samurai Sourcebook, Ed. Cassel, Londres, 1998, 2 x 19 x 25 cm, ISBN 1-85409-523-4.
- George Sansom, A History of Japan to 1334, Stanford, California: Stanford University Press, 1958.

### En francés
- Louis Frédéric, Le Japón, dictionnaire et civilisation, Éditions Robert Laffont collection Bouquins, París, 1996. ISBN 2-221-06764-9
- Mitsuo Kure, Samouraïs, traducido por Carine Chichereau, Éd. Philippe Piquier, Francia, 2004, 196 páginas, ISBN 2-87730-662-3

### En japonés
- 菱沼一憲『源義経の合戦と戦略　その伝説と虚像』角川選書, 2005, ISBN 4-04-703374-X